# بریتیش ریل کلاس ۳۱۵
بریتیش ریل کلاس ۳۱۵ (انگلیسی: British Rail Class 315) یک قطار خودگرانشی برقی جریان متناوب است که دارای ۷۵ کیلومتر سرعت نهایی و ۶۵۶ کیلووات توان خروجی است.
این قطار در خط اصلی بزرگ شرقی، خط لی والی و متروی زمینی لندن استفاده میشود.

## جزئیات ناوگان
| کلاس     | گرداننده         | تعداد ساخت | سال ساخت | Cars per Unit | شماره |
| -------- | ---------------- | ---------- | -------- | ------------- | --- |
| کلاس ۳۱۵ | متروی زمینی لندن | 17         | ۱۹۸۰–۱   | 4             | ۳۱۵۸۰۱–۸۱۲, ۳۱۵۸۱۴–۸۱۷, ۸۵۸                                                                                                |
| کلاس ۳۱۵ | تی‌اف‌ال ریل       | 32         | ۱۹۸۰–۱   | 4             | ۳۱۵۸۱۸–۸۲۷, ۳۱۵۸۲۹–۸۳۱, ۳۱۵۸۳۳, ۳۱۵۸۳۴, ۳۱۵۸۳۶–۳۱۵۸۳۹, ۳۱۵۸۴۲–۳۱۵۸۴۴, ۳۱۵۸۴۷–۳۱۵۸۴۹, ۳۱۵۸۵۱–۳۱۵۸۵۴, ۳۱۵۸۵۶, ۳۱۵۸۵۷, ۳۱۵۸۵۹ |
| کلاس ۳۱۵ | اوراق شده        | 12         | ۱۹۸۰–۱   | 4             | ۳۱۵۸۱۳, ۳۱۵۸۲۸, ۳۱۵۸۳۲, ۳۱۵۸۳۵, ۳۱۵۸۴۰, ۳۱۵۸۴۱, ۳۱۵۸۴۵, ۳۱۵۸۴۶, ۳۱۵۸۵۰, ۳۱۵۸۵۵, ۳۱۵۸۶۰, ۳۱۵۸۶۱                             |